# Российский путь (группа)
«Росси́йский путь» (РП) — группа независимых депутатов Государственной Думы России I созыва «патриотической» ориентации. Для официальной регистрации в качестве депутатской группы не набрала необходимого количества депутатов.
Политическая ориентация — полная оппозиция к Президенту РФ Б. Ельцину и правительству В. Черномырдина, поддержка вооружённых сил России, национализм, сохранение территориальной целостности России.
Фактический лидер группы, Сергей Бабурин (лидер Российского общенародного союза и бывший сопредседатель Фронта национального спасения), нередко ассоциировал группу «Российский путь» с возглавляемой им партией РОС. Хотя в группу входили 4 члена этого союза (один из них был одновременно членом КПРФ) и один сторонник, «Российский путь» не был парламентским представительством Общенародного союза ни де-юре, ни де-факто, что, в частности, показывали результаты голосований. По ряду принципиальных вопросов отдельные члены группы голосовали солидарно с фракциями КПРФ и АПР, даже если это противоречило официальной позиции Политсовета РОС. Члены группы на выборах в Госдуму 1995 года входили в избирательный блок «Власть — народу!» (набрал около 2 % голосов). Те из них, кто сумел добиться избрания в Госдуму II созыва входили во фракцию Народовластие.

## История
11 января 1994 года депутат Владимир Тихонов (избран в Красноярском округе № 49, в прошлом депутат ВС России) призвал объединиться тех думцев, «кто не вступил во фракции и кто не поддерживает этот губительный курс, а кто действительно заинтересован в возрождении России». Инициативу Тихонова поддержали несколько депутатов от Краснодарского края, незадолго до этого создавших свою группу, «Юг России», а также ряд представителей лево-патриотической оппозиции, настроенных более радикально чем руководство КПРФ и АПР. Среди них были такие известные деятели как С. Бабурин, Александр Невзоров (популярный телеведущий), Юрий Власов (в прошлом олимпийский чемпион по тяжёлой атлетике, позднее известный писатель и политик) и Анатолий Лукьянов (в прошлом Председатель Верховного Совета СССР и кандидат в члены Политбюро ЦК КПСС). Хотя инициаторам не удалось набрать 35 человек, необходимых для регистрации депутатской группы, всё же было решено создать свою, обособленную группу, пусть и незарегистрированную. Благодаря этому депутаты Анатолий Долгополов и Виктор Берестовой смогли стать членами патриотической группы, не покидая при этом фракцию Аграрной партии России. Новое депутатское объединение получило название «Российский путь». Его сопредседателями стали С. Бабурин, В. Тихонов и Ю. Власов. Фактическим лидером группы с самого начала был Сергей Бабурин, возглавлявший одну из ведущих партий патриотической оппозиции того времени — Российский общенародный союз (РОС).
13 января С. Бабурин от имени группы РП предложил Ю. Власова на пост Председателя Государственной Думы. С ним не согласился А. Невзоров, от себя лично предложивший выдвинуть на эту должность А. Лукьянова, впрочем тот предпочёл взять самоотвод, сказав, что «познал всю горечь судьбы спикера в нашей стране». Всего в рейтинговом голосовании на должность Председателя Госдумы участвовали 14 членов «Российского пути», из них 11 проголосовали за И. Рыбкина, выдвинутого АПР при поддержке КПРФ, и Ю. Власова, двое (Сергей Глотов и Нина Зацепина) отдали свои голоса только Рыбкину, один человек (Николай Ген) поддержал Власова и С. Ковалёва (был выдвинут фракцией «Выбор России»). В результате Ю. Власов получил 200 голосов, заняв второе место из шести. Перед вторым туром голосования он призвал своих сторонников отдать голоса И. Рыбкину, но официально свою кандидатуру не снял, так как в этом случае альтернативой Рыбкину во втором туре стал бы занявший третье место в первом туре Владимир Лукин, выдвинутый фракцией «Яблоко».
Группа РП выступила против составления так называемого Коалиционного списка, согласно которому должности председателей думских комитетов и комиссий, а также их замов, распределялись между думскими фракциями и зарегистрированными группами. После того как 17 января список был утверждён, 19 числа С. Бабурин выступил заявлением «Чёрный понедельник патриотического движения», в котором говорилось, что «руками самой патриотической оппозиции вопреки воле народа власть в Государственной Думе фактически возвращена тем, кто развалил СССР, разрушал Российскую Федерацию, кто сложил с себя депутатские обязанности, взял президентские „тридцать сребреников“ и благословил уничтожение Верховного Совета России осенью 1993 года». «Во имя единства патриотических сил, во имя нашей общей победы один из самых уважаемых депутатов, кандидат в Председатели Думы Юрий Власов, фактически снял свою кандидатуру, выступив в поддержку И. Рыбкина. Мы не думали, что наши голоса будут использованы для избрания Полторанина и Лукина, С. А. Ковалёва и Юшенкова». Свои подписи под заявлением поставили 13 членов группы РП (кроме А. Лукьянова) и Тамара Плетнёва из фракции КПРФ). Хотя РП и не принимала участие в Коалиционном списке, некоторые её члены вошли в него, так депутат Николай Безбородов стал зампредом Комитета Госдумы по обороне как представитель КПРФ, хотя и не являлся членом её фракции.
23 февраля в Госдуме рассматривались два проекта постановления об амнистии участникам августовского путча 1991 года и октябрьских событий 1993 года, один из которых предусматривал необходимость проведения парламентского расследования октябрьского мятежа, а другой отменял расследование. Члены группы РП проголосовали за оба варианта, за исключением Надежда Вервейко, которая поддержала только первый вариант.
В апреле 1994 года новым сопредседателем группы РП вместо Ю. Власова стал Сергей Глотов (бывший народный депутат России и член Политсовета ФНС).
13 апреля 1994 года Администрация президента России представила «Договор об общественном согласии», который должен был способствовать стабилизации положения в обществе, преодолению последствий политического кризиса 1992—1993 годов, вылившегося в роспуск Верховного Совета и антипрезидентское восстание, упорядочить противоборство политических сил, обеспечить необходимый диалог, найти точки соприкосновения и разумный компромисс. Договор был подписан Президентом РФ Б. Ельциным, премьер-министр В. Черномырдиным, председателем Совета Федерации В. Шумейко, главами субъектов федерации, руководителями исполнительных и представительных органов властей субъектов РФ, главами ряда местных администраций, лидерами некоторых политических партий и движений, профсоюзов и других общественных организаций. «Российский путь» с самого начала отказался от участия как в работе над президентским проектом Договора об общественном согласии, так и от его подписания «в силу антиконституционности и безнравственности документа». Лидер группы С. Бабурин объявил, что необходимыми условиями для подписания такого документа являются отставка должностных лиц, ответственных за кризис экономики, разгул преступности и утрату Россией статуса мировой державы, а также изменение социально-экономического курса правительства.
27 апреля С. Бабурин, Иван Аничкин, А. Невзоров и В. Тихонов выступили против подписания Договора об общественном согласии председателем Госдумы. Сразу же после голосования С. Бабурин заявил, что самой постановкой вопроса («Кто за то, чтобы не подписывать…») И. Рыбкин «растоптал Регламент, растоптал здравый смысл и нанёс тем самым оскорбление всем членам парламента», предупредив, что «если депутат Рыбкин подпишет от имени Государственной Думы что бы то ни было — первый вопрос нашего заседания 11 мая — вопрос о его отставке». Несмотря на предупреждение уже на следующий председатель нижней палаты российского парламента подписал договор. 11 мая Бабурин предложил включить в повестку дня вопрос о работе Председателя Государственной Думы, но за предложение проголосовали всего 96 депутатов.
15 апреля Госдума рассматривала проект государственного бюджета на 1994 год в первом чтении. Группа РП, также как фракции «Яблоко» и ДПР, а также часть депутатов-коммунистов выступили против принятия бюджета. В итоге бюджет с перевесом всего в один голос было решено принять за основу и отправить на доработку. 11 мая члены РП при повторном рассмотрении бюджета в первом чтении решили голосовать за с тем, чтобы, по словам С.Бабурина, обсудить его, предложить поправки, а при втором чтении проголосовать против. Поправку Александра Пискунова об увеличении военных расходов поддержали 8 членов РП (С. Бабурин и А. Лукьянов при этом воздержались), за поправку Глазьева, также об увеличение расходов на оборону, а кроме того на науку, транспорт и связь, проголосовали 12 членов группы. 8 июня Дума приняла бюджет во втором чтении, после чего С. Бабурин осудил фракции АПР и КПРФ, поддержавших бюджет. Кроме того, политик заявил, что принял решение выйти из Движения «Согласие во имя России» и призвал к тому же своих единомышленников. В то же время в «Российском пути» произошёл раскол из-за бюджета, за принятие которого высказались почти половина группы (И. Аничкин, Н. Безбородов, Ю. Власов, Анатолий Грешневиков, А. Невзоров и В. Берестовой). Во время третьего чтения 22—24 июня за принятие бюджета проголосовали всё те же И. Аничкин, Н. Безбородов, Ю. Власов и В.Берестовой, а также Н. Ген.
25 июля 1994 года группу РП покинул один из её создателей и лидеров Ю. Власов. Причиной выхода, по словам самого политика, стала политическую неразборчивость С. Бабурина, который «устанавливает не те контакты, например — с Жириновским».
27 октября 1994 года за недоверие правительству проголосовали 10 из 11 членов РП на тот момент, против недоверия выступил А. Невзоров. Правление РОС С. Бабурина выразило своё «глубокое недоумение» по поводу позиции фракций АПР и НРП, «добивающихся от правительства тактических уступок и подачек, не меняющих сути политики удушения промышленности и сельского хозяйства», декларировав, что «смещение правительства В. Черномырдина должно было стать шагом на пути к избавлению страны от президента Б. Ельцина». 23 ноября Госдума рассматривала вопрос о назначении новым Председателем Центрального банка России Т. Парамоновой. Из 12 депутатов, состоявших на тот момент в группе, 9 выступили за то, чтобы вначале рассмотреть вопрос об отставке прежнего главы Центробанка В. Геращенко.
25 ноября 1994 года Дума рассматривала проект госбюджета на 1995 года в первом чтении. Большинство РП выступило против его принятия, предложив вернуть бюджет в Правительство. В итоге за передачу бюджета-1995 в согласительную комиссию дважды голосовали Н. Вервейко и А. Грешневиков, во второй раз это предложение также поддержал В. Тихонов. 23 декабря за вариант бюджета, предложенный аграриями проголосовал один член РП (В. Тихонов). 25 января 1995 года компромиссную поправку депутатов от АПР о снижении спецналога с 3 до 1,5 % вместо его отмены, поддержала Н. Вервейко. 15 марта бюджет в четвёртом чтении поддержали два члена группы (Н. Ген и А. Грешневиков).
25 января 1995 года предложение депутата Анатолия Гордеева (КПРФ) рассмотреть вопрос о соответствии занимаемой должности Верховного Главнокомандующего Ельцина и министра обороны П. Грачёва поддержали только 6 членов группы (С. Бабурин, Н. Безбородов, С. Глотов, А. Грешневиков, Н. Зацепина и А. Лукьянов); остальные (И. Аничкин, Н. Вервейко, Н. Ген, А. Невзоров и В. Тихонов) в голосовании не участвовали.
6 февраля 1995 года А. Лукьянов выходит из группы «Российский путь» в связи со вступлением во фракцию КПРФ.
10 марта 1995 года члены группы «Российский путь» стали инициаторами смещения С. Ковалёва с должности Уполномоченного по правам человека в Российской Федерации.
21 июня 1995 года за недоверие Правительству проголосовали 9 депутатов группы, один (А. Невзоров) был против. 1 июля за недоверие проголосовали уже 8 депутатов, А. Невзоров вновь был против, а Н. Ген в этот раз воздержался.
13 октября 1995 года во время первого чтения проекта госбюджета на 1996 год группа поддержала предложения «Яблока» отклонить проект с передачей в согласительную комиссию. 18 октября группа вновь выступила против принятия бюджета в первом чтении, при этом от 1 до 3 депутатов проголосовали за передачу бюджета в согласительную комиссию. 15 ноября члены группы либо проголосовали против бюджета либо не голосовали вовсе. 6 декабря большинство группы голосовали против бюджета во втором и третьем чтениях; в то же время два депутата поддержали бюджет (Н. Безбородов и Н. Ген).
В Парламентской ассамблее Совета Европы группу представлял С. Глотов.

## Выборы 1995 года
Понимая, что в одиночку Российский общенародный союз, члены которого составляли костяк группы «Российский путь», не сможет пройти пятипроцентный заградительный барьер на выборах в Госдуму II созыва, руководство партии приняло решение найти союзников. С. Бабурин и лидер Союза советских офицеров С. Терехов выступили с инициативой создания единого блока патриотических сил, который было предложено возглавить бывшему советскому премьер-министру Николаю Рыжкову. 24 августа 1995 года был официально зарегистрирован избирательный блок «Власть — народу!», учредителями которого стали Российский общенародный союз и Движение матерей «За социальную справедливость». В блок также вошли представители Союза офицеров (Станислав Терехов), Народного движения «Союз» (Георгий Тихонов), краснодарского краевого движения «Отечество» (Николай Кондратенко), Союза социальной защиты детей (Нина Ларионова), Координационного совета рабочих и ряд других организаций.
Федеральный список кандидатов блока возглавили Н. Рыжков, С. Бабурин и Елена Шувалова (лидер Движения матерей).
17 декабря 1995 года за блок «Власть — народу!» проголосовали 1 112 873 избирателей (1,61 %), заняв лишь 13-е место из 43. Таким образом блок не преодолел пятипроцентный заградительный барьер. В одномандатных округах победу одержали 9 кандидатов, которые позже составили основу депутатской группы «Народовластие». Сумели добиться переизбрания семеро членов группы «Российский путь»: С. Глотов (Краснодарский округ № 40), Нина Зацепина (Новороссийский округ № 41), С. Бабурин (Центральный округ № 130 города Омска), А. Грешневиков (Рыбинский округ № 190), И. Аничкин (Заводской округ № 125 города Новосибирска), Н. Безбородов (Курганский округ № 95) и А. Невзоров (Псковский округ № 141). Все они, кроме Невзорова, вошли в состав группы «Народовластие».